# Nupani
Nupani is een eiland in de Salomonseilanden. Het hoogste punt is 61 m.
Er komt slechts één zoogdier voor, de Tongavleerhond (Pteropus tonganus).